# Danh sách cầu thủ tham dự Giải vô địch bóng đá nữ U-17 thế giới 2008
Dưới đây là danh sách cầu thủ tham dự Giải vô địch bóng đá nữ U-17 thế giới 2008 tại New Zealand.
Mỗi quốc gia phải nộp lên FIFA danh sách 21 cầu thủ, tối thiểu ba thủ môn.
Tính tới 28 tháng 10 năm 2008.

## Bảng A

### Canada
Huấn luyện viên: Bryan Rosenfeld
| Số | Vt | Cầu thủ                   | Ngày sinh (tuổi)            | Số trận | Câu lạc bộ                            |
| -- | -- | ------------------------- | --------------------------- | ------- | ------------------------------------- |
| 1  | TM | Cynthia LeBlanc           | 12 tháng 1, 1991 (17 tuổi)  |         | Trung tâm huấn luyện quốc gia Ontario |
| 2  | HV | Kayla Afonso              | 20 tháng 9, 1991 (17 tuổi)  |         | Trung tâm huấn luyện quốc gia Ontario |
| 3  | HV | Bryanna McCarthy          | 13 tháng 10, 1991 (17 tuổi) |         | Trung tâm huấn luyện quốc gia Ontario |
| 4  | HV | Marialye Laramee-Trottier | 13 tháng 3, 1991 (17 tuổi)  |         | Trung tâm huấn luyện quốc gia Québec  |
| 5  | TV | Alyscha Mottershead       | 25 tháng 5, 1991 (17 tuổi)  |         | Trung tâm huấn luyện quốc gia Ontario |
| 6  | TV | Shelina Zadorsky          | 24 tháng 10, 1992 (16 tuổi) |         | Trung tâm huấn luyện quốc gia Ontario |
| 7  | TĐ | Annick Maltais            | 11 tháng 2, 1991 (17 tuổi)  |         | Trung tâm huấn luyện quốc gia Québec  |
| 8  | TV | Caroline Szwed            | 18 tháng 11, 1991 (16 tuổi) |         | Trung tâm huấn luyện quốc gia Ontario |
| 9  | TĐ | Amy Harrison              | 5 tháng 8, 1991 (17 tuổi)   |         | Đại học Manitoba                      |
| 10 | TĐ | Tiffany Cameron           | 16 tháng 10, 1991 (17 tuổi) |         | Trung tâm huấn luyện quốc gia Ontario |
| 11 | HV | Karli Hedlund             | 10 tháng 2, 1991 (17 tuổi)  |         | Trung tâm huấn luyện quốc gia Alberta |
| 12 | TĐ | Nkem Ezurike              | 19 tháng 3, 1992 (16 tuổi)  |         | Nova Scotia F.C.                      |
| 13 | TV | Danica Wu                 | 13 tháng 8, 1992 (16 tuổi)  |         | Trung tâm huấn luyện quốc gia Alberta |
| 14 | TĐ | Rachel Lamarre            | 17 tháng 4, 1991 (17 tuổi)  |         | Trung tâm huấn luyện quốc gia Québec  |
| 15 | TV | Julia Ignacio             | 23 tháng 1, 1991 (17 tuổi)  |         | Trung tâm huấn luyện quốc gia Alberta |
| 16 | HV | Alexandra Smith           | 24 tháng 9, 1991 (17 tuổi)  |         | Trung tâm huấn luyện quốc gia Alberta |
| 17 | TV | Nicole Mitchell           | 5 tháng 3, 1992 (16 tuổi)   |         | Trung tâm huấn luyện quốc gia Ontario |
| 18 | TM | Sabrina D'Angelo          | 11 tháng 5, 1993 (15 tuổi)  |         | Trung tâm huấn luyện quốc gia Ontario |
| 19 | TĐ | Diamond Simpson           | 28 tháng 4, 1993 (15 tuổi)  |         | Trung tâm huấn luyện quốc gia Ontario |
| 20 | HV | Lauren Granberg           | 28 tháng 2, 1992 (16 tuổi)  |         | Trung tâm huấn luyện quốc gia Alberta |
| 21 | TM | Genevieve Richard         | 17 tháng 8, 1992 (16 tuổi)  |         | Trung tâm huấn luyện quốc gia Québec  |

### Colombia
Huấn luyện viên: Pedro Rodríguez
| Số | Vt | Cầu thủ            | Ngày sinh (tuổi)            | Số trận | Câu lạc bộ        |
| -- | -- | ------------------ | --------------------------- | ------- | ----------------- |
| 1  | TM | Maria Echeverri    | 20 tháng 6, 1991 (17 tuổi)  |         | Bogota            |
| 2  | HV | Lina Taborda       | 2 tháng 11, 1991 (16 tuổi)  |         | Quindio           |
| 3  | HV | Natalia Gaitán     | 3 tháng 4, 1991 (17 tuổi)   |         | Bogota            |
| 4  | TV | Diana Velez        | 4 tháng 4, 1993 (15 tuổi)   |         | Vallecaucana      |
| 5  | TV | Natalia Ariza      | 21 tháng 2, 1991 (17 tuổi)  |         | Cundinamarca      |
| 6  | HV | Edna Mendez        | 22 tháng 1, 1991 (17 tuổi)  |         | Tolima            |
| 7  | TĐ | Nahiomy Ortiz      | 13 tháng 1, 1992 (16 tuổi)  |         | Victoria United   |
| 8  | TV | Alejandra Quintero | 25 tháng 11, 1991 (16 tuổi) |         | Bogota            |
| 9  | TĐ | Ingrid Vidal       | 22 tháng 4, 1991 (17 tuổi)  |         | Vallecaucana      |
| 10 | TV | Yoreli Rincón      | 27 tháng 7, 1993 (15 tuổi)  |         | Tolima            |
| 11 | TV | Liana Salazar      | 16 tháng 9, 1992 (16 tuổi)  |         | Bogota            |
| 12 | TM | Paula Forero       | 25 tháng 1, 1992 (16 tuổi)  |         | Bogota            |
| 13 | TV | Gaby Santos        | 1 tháng 2, 1993 (15 tuổi)   |         | Tolima            |
| 14 | TV | Paola Bayona       | 13 tháng 3, 1992 (16 tuổi)  |         | Bogota            |
| 15 | TV | Tatiana Ariza      | 21 tháng 2, 1991 (17 tuổi)  |         | Cundinamarca      |
| 16 | TV | Paola Sanchez      | 19 tháng 9, 1991 (17 tuổi)  |         | Bogota            |
| 17 | TV | Ana María Montoya  | 24 tháng 9, 1991 (17 tuổi)  |         | Oregon            |
| 18 | TV | Gabriela Huertas   | 17 tháng 6, 1991 (17 tuổi)  |         | Bogota            |
| 19 | TV | Andrea Hernandez   | 15 tháng 1, 1991 (17 tuổi)  |         | Crossfire Premier |
| 20 | TV | Vanessa Aponte     | 15 tháng 10, 1991 (17 tuổi) |         | FC America        |
| 21 | TM | Stefany Castaño    | 11 tháng 1, 1994 (14 tuổi)  |         | Bogota            |

### Đan Mạch
Huấn luyện viên: Bent Eriksen
| Số | Vt | Cầu thủ                     | Ngày sinh (tuổi)            | Số trận | Câu lạc bộ  |
| -- | -- | --------------------------- | --------------------------- | ------- | ----------- |
| 1  | TM | Lene Gissel                 | 7 tháng 4, 1991 (17 tuổi)   |         | Skovbakken  |
| 2  | HV | Line Ostergaard             | 30 tháng 4, 1992 (16 tuổi)  |         | Viborg      |
| 3  | HV | Line Sigvardsen Jensen      | 23 tháng 8, 1991 (17 tuổi)  |         | B52 Aalborg |
| 4  | HV | Pernille Ramlov             | 11 tháng 4, 1991 (17 tuổi)  |         | B52 Aalborg |
| 5  | TV | Simone Boye Sørensen        | 3 tháng 3, 1992 (16 tuổi)   |         | B52 Aalborg |
| 6  | HV | Louise Brix                 | 20 tháng 9, 1993 (15 tuổi)  |         | Odense BK   |
| 7  | TV | Sofie Junge                 | 24 tháng 4, 1992 (16 tuổi)  |         | Skovbakken  |
| 8  | TĐ | Katrine Veje                | 19 tháng 6, 1991 (17 tuổi)  |         | Odense BK   |
| 9  | HV | Britta Olsen                | 8 tháng 5, 1991 (17 tuổi)   |         | Odense BK   |
| 10 | TV | Amanda Hohol                | 26 tháng 2, 1992 (16 tuổi)  |         | Brondby     |
| 11 | TV | Liv Havgaard Nyhegn         | 25 tháng 4, 1992 (16 tuổi)  |         | Odense BK   |
| 12 | TV | Pernille Harder             | 15 tháng 11, 1992 (15 tuổi) |         | Team Viborg |
| 13 | TĐ | Linette Andreasen           | 19 tháng 9, 1991 (17 tuổi)  |         | Skovbakken  |
| 14 | TĐ | Laerke Lillelund Michaelsen | 7 tháng 3, 1992 (16 tuổi)   |         | Horsens SIK |
| 15 | TĐ | Tenna Kappel                | 20 tháng 3, 1992 (16 tuổi)  |         | Team Viborg |
| 16 | TM | Esther Dam Sorensen         | 21 tháng 5, 1992 (16 tuổi)  |         | Lemvig GF   |
| 17 | TĐ | Anne Thirup Rudmose         | 3 tháng 1, 1991 (17 tuổi)   |         | Team Viborg |
| 18 | TV | Michelle Madsen             | 16 tháng 3, 1991 (17 tuổi)  |         | Lemvig GF   |
| 19 | HV | Camilla Christensen         | 18 tháng 10, 1992 (16 tuổi) |         | Skovbakken  |
| 20 | HV | Nina Frausing Pedersen      | 20 tháng 6, 1991 (17 tuổi)  |         | Skovbakken  |
| 21 | TM | Tanja Ingeman               | 21 tháng 9, 1993 (15 tuổi)  |         | Odense BK   |

### New Zealand
Huấn luyện viên: Paul Temple
| Số | Vt | Cầu thủ             | Ngày sinh (tuổi)            | Số trận | Câu lạc bộ           |
| -- | -- | ------------------- | --------------------------- | ------- | -------------------- |
| 1  | TM | Charlotte Wood      | 5 tháng 11, 1991 (16 tuổi)  |         | Three Kings United   |
| 2  | HV | Anna Fullerton      | 20 tháng 7, 1991 (17 tuổi)  |         | Glenfield Rovers     |
| 3  | HV | Rebecca Brown       | 31 tháng 7, 1991 (17 tuổi)  |         | Eastern Suburbs FC   |
| 4  | TV | Leah Gallie         | 3 tháng 10, 1991 (17 tuổi)  |         | Glenfield Rovers     |
| 5  | HV | Briony Fisher (c)   | 22 tháng 8, 1991 (17 tuổi)  |         | Western Springs FC   |
| 6  | HV | Bridgette Armstrong | 9 tháng 11, 1991 (16 tuổi)  |         | Glenfield Rovers     |
| 7  | TV | Caitlin Campbell    | 2 tháng 2, 1991 (17 tuổi)   |         | Glenfield Rovers     |
| 8  | TĐ | Sarah McLaughlin    | 3 tháng 6, 1991 (17 tuổi)   |         | Claudeland Rovers FC |
| 9  | TV | Hannah Wall         | 3 tháng 5, 1991 (17 tuổi)   |         | Waterside Karori AFC |
| 10 | TV | Annalie Longo       | 1 tháng 7, 1991 (17 tuổi)   |         | Three Kings United   |
| 11 | TĐ | Rosie White         | 6 tháng 6, 1993 (15 tuổi)   |         | Western Springs FC   |
| 12 | TV | Claudia Crasborn    | 17 tháng 7, 1991 (17 tuổi)  |         | Western Springs FC   |
| 13 | TV | Nadia Pearl         | 20 tháng 10, 1992 (16 tuổi) |         | Three Kings United   |
| 14 | TV | Katie Bowen         | 15 tháng 4, 1994 (14 tuổi)  |         | Glenfield Rovers     |
| 15 | TM | Victoria Esson      | 6 tháng 3, 1991 (17 tuổi)   |         | Fencibles United     |
| 16 | TĐ | Megan Shea          | 9 tháng 7, 1992 (16 tuổi)   |         | Coastal Spirit       |
| 17 | TV | Jessica Rollings    | 3 tháng 1, 1991 (17 tuổi)   |         | Glenfield Rovers     |
| 18 | TĐ | Lauren Mathis       | 30 tháng 5, 1991 (17 tuổi)  |         | Glenfield Rovers     |
| 19 | TĐ | Lauren Murray       | 31 tháng 5, 1992 (16 tuổi)  |         | Three Kings United   |
| 20 | TM | Danielle McFadyen   | 12 tháng 2, 1991 (17 tuổi)  |         | Western Springs FC   |
| 21 | HV | Yumi Nguyen         | 21 tháng 4, 1991 (17 tuổi)  |         | Waterside Karori AFC |

## Bảng B

### Costa Rica
Huấn luyện viên: Juan Quesada
| Số | Vt | Cầu thủ                  | Ngày sinh (tuổi)          | Số trận | Câu lạc bộ      |
| -- | -- | ------------------------ | ------------------------- | ------- | --------------- |
| 1  | TM | Priscilla Tapia          | 2 tháng 5 năm 1991 (17)   |         | Puntarenas      |
| 2  | HV | Lina Jaramillo           | 9 tháng 7 năm 1992 (16)   |         | San Jose        |
| 3  | HV | Daniela Vega             | 19 tháng 2 năm 1991 (17)  |         | Cartago         |
| 4  | HV | Maria Barquero           | 7 tháng 2 năm 1992 (16)   |         | San Jose        |
| 5  | HV | Gabriela Guillén         | 1 tháng 3 năm 1992 (16)   |         | San Jose        |
| 6  | TĐ | Jazmine Guzman           | 30 tháng 7 năm 1991 (17)  |         | Canas           |
| 7  | TV | Mariela Campos           | 4 tháng 1 năm 1991 (17)   |         | Alajuela        |
| 8  | HV | Daniela Cruz             | 8 tháng 3 năm 1991 (17)   |         | Sportek         |
| 9  | TĐ | Carolina Morales         | 28 tháng 9 năm 1991 (17)  |         | San Jose        |
| 10 | TV | Katherine Alvarado       | 11 tháng 4 năm 1991 (17)  |         | San Jose        |
| 11 | TĐ | Raquel Rodríguez         | 28 tháng 10 năm 1993 (15) |         | San Jose        |
| 12 | TĐ | Raquel Rodriguez Vasquez | 3 tháng 8 năm 1991 (17)   |         | Grecia          |
| 13 | TV | Jacquelline Mata         | 14 tháng 10 năm 1991 (17) |         | Alajuela        |
| 14 | TV | Daniella Camacho         | 3 tháng 2 năm 1992 (16)   |         | Alajuela        |
| 15 | HV | Adriana Guzman           | 30 tháng 7 năm 1991 (17)  |         | Canas           |
| 16 | HV | Krickshia Spence         | 20 tháng 3 năm 1991 (17)  |         | Sportek         |
| 17 | TĐ | Yocxelin Rodriguez       | 15 tháng 4 năm 1992 (16)  |         | San Jose        |
| 18 | TM | Maria Arias              | 4 tháng 5 năm 1991 (17)   |         | Alajuela        |
| 19 | HV | Fabiola Sánchez          | 9 tháng 4 năm 1993 (13)   |         | Alajuela        |
| 20 | TV | Hazel Quiros             | 7 tháng 7 năm 1992 (16)   |         | Alajuela        |
| 21 | TM | Jakellene Palacios       | 23 tháng 7 năm 1993 (15)  |         | Trung học Aliso |

### Đức
Huấn luyện viên: Ralf Peter
| Số | Vt | Cầu thủ                | Ngày sinh (tuổi)          | Số trận | Câu lạc bộ             |
| -- | -- | ---------------------- | ------------------------- | ------- | ---------------------- |
| 1  | TM | Anna Felicitas Sarholz | 5 tháng 7 năm 1992 (16)   |         | 1. FFC Turbine Potsdam |
| 2  | TV | Angelina Lübcke        | 24 tháng 2 năm 1991 (17)  |         | Hamburger SV           |
| 3  | HV | Inka Wesely            | 10 tháng 5 năm 1991 (17)  |         | SGS Essen              |
| 4  | HV | Valeria Kleiner        | 27 tháng 3 năm 1991 (17)  |         | SC Freiburg            |
| 5  | HV | Carolin Simon          | 24 tháng 11 năm 1992 (15) |         | TSV Jahn Calden        |
| 6  | TV | Marie-Louise Bagehorn  | 7 tháng 7 năm 1991 (17)   |         | 1. FFC Turbine Potsdam |
| 7  | TV | Turid Knaak            | 24 tháng 1 năm 1991 (17)  |         | FCR 2001 Duisburg      |
| 8  | TV | Lynn Mester            | 27 tháng 3 năm 1992 (16)  |         | Westfalia Osterwick    |
| 9  | TĐ | Tabea Kemme            | 14 tháng 12 năm 1991 (16) |         | 1. FFC Turbine Potsdam |
| 10 | TĐ | Dzsenifer Marozsán     | 18 tháng 4 năm 1992 (16)  |         | 1. FC Saarbrücken      |
| 11 | TĐ | Alexandra Popp         | 6 tháng 4 năm 1991 (17)   |         | FCR 2001 Duisburg      |
| 12 | TM | Almuth Schult          | 9 tháng 2 năm 1991 (17)   |         | Magdeburger FFC        |
| 13 | HV | Julia Debitzki         | 25 tháng 6 năm 1991 (17)  |         | SG Wattenscheid 09     |
| 14 | TĐ | Ivana Rudelic          | 25 tháng 1 năm 1992 (16)  |         | FC Bayern München      |
| 15 | TĐ | Hasret Kayikci         | 6 tháng 11 năm 1991 (16)  |         | FCR 2001 Duisburg      |
| 16 | TĐ | Nicole Rolser          | 7 tháng 2 năm 1992 (16)   |         | VfL Sindelfingen       |
| 17 | TV | Isabelle Linden        | 15 tháng 1 năm 1991 (17)  |         | SGS Essen              |
| 18 | TĐ | Svenja Huth            | 25 tháng 1 năm 1991 (17)  |         | 1. FFC Frankfurt       |
| 19 | TV | Claudia Götte          | 7 tháng 9 năm 1992 (16)   |         | Westfalia Scherfede    |
| 20 | HV | Leonie Maier           | 29 tháng 9 năm 1992 (16)  |         | JSG Remseck            |
| 21 | TM | Lisa Schmitz           | 4 tháng 5 năm 1992 (16)   |         | Bayer 04 Leverkusen    |

### Ghana
Huấn luyện viên: Abraham Allotey
| Số | Vt | Cầu thủ               | Ngày sinh (tuổi)          | Số trận | Câu lạc bộ          |
| -- | -- | --------------------- | ------------------------- | ------- | ------------------- |
| 1  | TM | Margaret Otoo         | 1 tháng 9 năm 1993 (15)   |         | Ghatel Ladies Accra |
| 2  | HV | Henrietta Annie       | 1 tháng 8 năm 1991 (17)   |         | Post Ladies         |
| 3  | HV | Edem Atovor           | 10 tháng 4 năm 1994 (14)  |         | Ghatel Ladies Accra |
| 4  | HV | Linda Eshun           | 5 tháng 8 năm 1992 (16)   |         | Hasaacas Ladies     |
| 5  | HV | Ellen Coleman         | 11 tháng 12 năm 1995 (12) |         | Ghatel Ladies Accra |
| 6  | TV | Elizabeth Cudjoe      | 17 tháng 10 năm 1992 (16) |         | Hasaacas Ladies     |
| 7  | TV | Juliet Acheampong     | 11 tháng 7 năm 1991 (17)  |         | Ash Town Ladies     |
| 8  | TV | Elizabeth Addo        | 1 tháng 9 năm 1993 (15)   |         | Athleta Ladies      |
| 9  | TĐ | Florence Dadson       | 23 tháng 4 năm 1992 (16)  |         | Ghatel Ladies Accra |
| 10 | TV | Mercy Miles           | 2 tháng 5 năm 1992 (16)   |         | Nungua Ladies       |
| 11 | TĐ | Isha Fordjour         | 18 tháng 6 năm 1993 (15)  |         | La Ladies Accra     |
| 12 | HV | Mantenn Kobblah       | 7 tháng 7 năm 1991 (17)   |         | Faith Ladies        |
| 13 | HV | Priscilla Okine       | 28 tháng 11 năm 1993 (14) |         | Sunsport Ladies     |
| 14 | TĐ | Deborah Afriyie       | 3 tháng 1 năm 1992 (16)   |         | Oforikrom Ladies    |
| 15 | HV | Rosemary Ampem        | 27 tháng 8 năm 1992 (16)  |         | Ash Town Ladies     |
| 16 | TM | Patricia Mantey       | 27 tháng 9 năm 1992 (16)  |         | Mawuena Ladies      |
| 17 | TV | Abena Ampomah         | 5 tháng 9 năm 1991 (17)   |         | Ghatel Ladies Accra |
| 18 | TĐ | Samira Suleman        | 16 tháng 8 năm 1991 (17)  |         | Hasaacas Ladies     |
| 19 | TĐ | Candice Osei-Agyemang | 9 tháng 4 năm 1992 (16)   |         | Northwest Nationals |
| 20 | TV | Priscilla Saahene     | 24 tháng 7 năm 1992 (16)  |         | Ash Town Ladies     |
| 21 | TM | Linda Aboagye         | 25 tháng 10 năm 1991 (17) |         | Ash Town Ladies     |

### CHDCND Triều Tiên
Huấn luyện viên: Ri Ui Ham
| Số | Vt | Cầu thủ        | Ngày sinh (tuổi)          | Số trận | Câu lạc bộ              |
| -- | -- | -------------- | ------------------------- | ------- | ----------------------- |
| 1  | TM | Hong Myung Hui | 4 tháng 9 năm 1991 (17)   |         | Đội thể thao 25 tháng 4 |
| 2  | HV | Hyon Un Hui    | 22 tháng 11 năm 1991 (17) |         | Đội thể thao 25 tháng 4 |
| 3  | HV | Jon Hong Yon   | 11 tháng 6 năm 1992 (16)  |         | Đội thể thao 25 tháng 4 |
| 4  | HV | Ryu Un Jong    | 20 tháng 4 năm 1992 (16)  |         | Rimyongsu               |
| 5  | HV | Kim Sol Hui    | 4 tháng 6 năm 1991 (17)   |         | Sobaeksu                |
| 6  | TV | Kim Un-ju      | 9 tháng 4 năm 1993 (15)   |         | Đội thể thao 25 tháng 4 |
| 7  | TV | Kim Un-ju      | 6 tháng 6 năm 1992 (16)   |         | Đội thể thao 25 tháng 4 |
| 8  | TV | Pae Yon Hui    | 27 tháng 11 năm 1992 (16) |         | Đội thể thao 25 tháng 4 |
| 9  | TV | Ho Un Byol     | 19 tháng 1 năm 1992 (16)  |         | Đội thể thao 25 tháng 4 |
| 10 | TĐ | Jon Myong Hwa  | 9 tháng 8 năm 1993 (15)   |         | Đội thể thao 25 tháng 4 |
| 11 | TĐ | Hong Myung Hui | 9 tháng 9 năm 1992 (16)   |         | Chobyong                |
| 12 | HV | Kim Hyon Mi    | 30 tháng 11 năm 1992 (16) |         | Đội thể thao 25 tháng 4 |
| 13 | HV | Jo Myung Hui   | 6 tháng 7 năm 1991 (17)   |         | Đội thể thao 25 tháng 4 |
| 14 | HV | Ro Chol Ok     | 3 tháng 1 năm 1993 (15)   |         | Đội thể thao 25 tháng 4 |
| 15 | TV | Ri Un Ae       | 31 tháng 5 năm 1993 (15)  |         | Rimyongsu               |
| 16 | TĐ | Cha Ok         | 21 tháng 10 năm 1992 (16) |         | Amrokgang               |
| 17 | TĐ | Jong Yu Ri     | 21 tháng 6 năm 1992 (16)  |         | Sobaeksu                |
| 18 | HV | Kim Un Hyang   | 26 tháng 8 năm 1993 (15)  |         | Đội thể thao 25 tháng 4 |
| 19 | TĐ | Jang Hyon Sun  | 1 tháng 7 năm 1991 (17)   |         | Wolmido                 |
| 20 | TM | Ri Hyang Hui   | 30 tháng 9 năm 1992 (16)  |         | Chobyong                |
| 21 | TM | Kim Su Jong    | 3 tháng 6 năm 1991 (17)   |         | Đội thể thao 25 tháng 4 |

## Bảng C

### Hoa Kỳ
Huấn luyện viên: Kazbek Tambi
| Số | Vt | Cầu thủ            | Ngày sinh (tuổi)           | Số trận | Câu lạc bộ                |
| -- | -- | ------------------ | -------------------------- | ------- | ------------------------- |
| 1  | TM | Alexa Gaul         | 15 tháng 5, 1991 (17 tuổi) |         | Eclipse Select            |
| 2  | HV | Alexis Harris      | 6 tháng 12, 1991 (16 tuổi) |         | Dallas Texans             |
| 3  | HV | Amber Brooks       | 23 tháng 1, 1991 (17 tuổi) |         | Arsenal Soccer            |
| 4  | HV | Crystal Dunn       | 3 tháng 7, 1992 (16 tuổi)  |         | Albertson Fury            |
| 5  | TV | Erika Tymrak       | 7 tháng 8, 1991 (17 tuổi)  |         | IMG Soccer Academy        |
| 6  | HV | Cloee Colohan      | 1 tháng 6, 1991 (17 tuổi)  |         | Black Diamond Park City   |
| 7  | TĐ | Courtney Verloo    | 9 tháng 5, 1991 (17 tuổi)  |         | South Side Strikers       |
| 8  | TĐ | Vicki DiMartino    | 4 tháng 9, 1991 (17 tuổi)  |         | Albertson Fury            |
| 9  | TĐ | Samantha Johnson   | 10 tháng 6, 1991 (17 tuổi) |         | Real So Cal               |
| 10 | TV | Kristie Mewis      | 25 tháng 2, 1991 (17 tuổi) |         | Scorpions SC              |
| 11 | TV | Sam Mewis          | 9 tháng 10, 1992 (16 tuổi) |         | Scorpions SC              |
| 12 | TĐ | Hayley Brock       | 3 tháng 8, 1992 (16 tuổi)  |         | Stars of Massachusetts    |
| 13 | HV | Julia Roberts      | 7 tháng 2, 1991 (17 tuổi)  |         | McLean Freedom            |
| 14 | TV | Mandy Laddish      | 13 tháng 5, 1992 (16 tuổi) |         | Blue Valley Stars         |
| 15 | TV | Kate Bennett       | 3 tháng 12, 1991 (16 tuổi) |         | Crossfire Premier         |
| 16 | TV | Morgan Brian       | 26 tháng 2, 1993 (15 tuổi) |         | Ponte Vedra               |
| 17 | HV | Rachel Quon        | 21 tháng 5, 1991 (17 tuổi) |         | Eclipse Select            |
| 18 | TM | Taylor Vancil      | 18 tháng 5, 1991 (17 tuổi) |         | Eclipse Select            |
| 19 | TV | Elizabeth Eddy     | 13 tháng 9, 1991 (17 tuổi) |         | Southern California Blues |
| 20 | TV | Olivia Klei        | 20 tháng 3, 1991 (17 tuổi) |         | Pleasanton Rage           |
| 21 | TM | Jennifer Pettigrew | 22 tháng 6, 1991 (17 tuổi) |         | Arsenal Soccer            |

Ghi chú
1. ↑  Brock thay thế cho Tani Costa bị chấn thương.[2][3]

### Nhật Bản
Huấn luyện viên: Yoshida Hiroshi
| Số | Vt | Cầu thủ               | Ngày sinh (tuổi)          | Số trận | Câu lạc bộ                 |
| -- | -- | --------------------- | ------------------------- | ------- | -------------------------- |
| 1  | TM | Nakamura Saki         | 1 tháng 8 năm 1992 (16)   |         | JFA Academy Fukushima      |
| 2  | HV | Chiba Kozue           | 7 tháng 10 năm 1991 (17)  |         | Tokiwagi Gakuen            |
| 3  | HV | Chiba Minori          | 6 tháng 9 năm 1991 (17)   |         | Urawa Reds Ladies          |
| 4  | HV | Okuda Nagisa          | 3 tháng 4 năm 1991 (17)   |         | Kamimura Gakuen            |
| 5  | HV | Kishikawa Natsuki (c) | 26 tháng 4 năm 1991 (17)  |         | Urawa Reds Ladies          |
| 6  | TV | Kameoka Natsumi       | 5 tháng 1 năm 1991 (17)   |         | JFA Academy Fukushima      |
| 7  | TV | Shimada Chiaki        | 18 tháng 2 năm 1992 (16)  |         | NTV Menina                 |
| 8  | TV | Takeyama Yūko         | 30 tháng 9 năm 1991 (17)  |         | Urawa Reds Ladies          |
| 9  | TĐ | Kira Chinatsu         | 5 tháng 7 năm 1991 (17)   |         | Kamimura Gakuen            |
| 10 | TĐ | Iwabuchi Mana         | 18 tháng 3 năm 1993 (15)  |         | NTV Menina                 |
| 11 | TĐ | Saitō Akane           | 12 tháng 1 năm 1993 (15)  |         | Tokiwagi Gakuen            |
| 12 | TV | Inoue Yuiko           | 12 tháng 10 năm 1991 (17) |         | JEF United Ichihara Ladies |
| 13 | TV | Sugiyama Takako       | 4 tháng 4 năm 1991 (17)   |         | Tokoha Gakuen Tachibana    |
| 14 | TĐ | Yoshioka Kei          | 6 tháng 6 năm 1991 (17)   |         | Victories                  |
| 15 | TV | Takahashi Saori       | 24 tháng 1 năm 1992 (16)  |         | NTV Menina                 |
| 16 | TM | Ikeda Sakiko          | 8 tháng 9 năm 1992 (16)   |         | Urawa Reds Ladies          |
| 17 | HV | Ishida Minami         | 14 tháng 5 năm 1991 (17)  |         | Tokoha Gakuen Tachibana    |
| 18 | HV | Ohshima Marika        | 17 tháng 7 năm 1992 (16)  |         | Kamimura Gakuen            |
| 19 | TV | Hamada Haruka         | 26 tháng 1 năm 1993 (15)  |         | JFA Academy Fukushima      |
| 20 | TV | Tanaka Yōko           | 30 tháng 7 năm 1993 (15)  |         | JFA Academy Fukushima      |
| 21 | TM | Saitō Ayaka           | 26 tháng 8 năm 1991 (17)  |         | Tokiwagi Gakuen            |

### Paraguay
Huấn luyện viên: Carlos Baez
| Số | Vt | Cầu thủ             | Ngày sinh (tuổi)          | Số trận | Câu lạc bộ       |
| -- | -- | ------------------- | ------------------------- | ------- | ---------------- |
| 1  | TM | Zulma Orue          | 20 tháng 5 năm 1991 (17)  |         | Cerro Porteno    |
| 2  | HV | Erika Rolon         | 27 tháng 1 năm 1993 (15)  |         | Rakiura          |
| 3  | HV | Cris Mabel Flores   | 25 tháng 9 năm 1992 (16)  |         | Cerro Porteno    |
| 4  | HV | Noelia Cuevas       | 3 tháng 1 năm 1992 (16)   |         | UAA              |
| 5  | HV | Paola Genes         | 14 tháng 6 năm 1991 (17)  |         | Rakiura          |
| 6  | TV | Jacqueline Gonzalez | 2 tháng 10 năm 1991 (17)  |         | Rakiura          |
| 7  | TĐ | Rebeca Fernandez    | 1 tháng 12 năm 1991 (16)  |         | Cerro Porteno    |
| 8  | TV | Paola Zalazar       | 3 tháng 5 năm 1993 (15)   |         | Rakiura          |
| 9  | TĐ | Karen Ruiz Diaz     | 13 tháng 11 năm 1991 (16) |         | Olimpia Asuncion |
| 10 | TV | Ana Fleitas         | 8 tháng 8 năm 1992 (16)   |         | Cerro Porteno    |
| 11 | TĐ | Gloria Villamayor   | 10 tháng 4 năm 1992 (16)  |         | Rakiura          |
| 12 | TM | Sara Torres         | 3 tháng 10 năm 1991 (17)  |         | Olimpia Asuncion |
| 13 | HV | Raquel Carreras     | 7 tháng 4 năm 1992 (16)   |         | Olimpia Asuncion |
| 14 | TV | Evelyn Armoa        | 17 tháng 9 năm 1991 (17)  |         | Rakiura          |
| 15 | HV | Macarena Toledo     | 13 tháng 12 năm 1992 (15) |         | Cerro Porteno    |
| 16 | TĐ | Mirna Diaz          | 1 tháng 9 năm 1991 (17)   |         | UAA              |
| 17 | TV | Maria Toledo        | 16 tháng 1 năm 1993 (15)  |         | Cerro Porteno    |
| 18 | HV | Jacqueline Rivas    | 27 tháng 10 năm 1992 (16) |         | Cerro Porteno    |
| 19 | TV | Melissa Parada      | 23 tháng 7 năm 1992 (16)  |         | Cerro Porteno    |
| 20 | TV | Maria Talavera      | 6 tháng 9 năm 1991 (17)   |         | UAA              |
| 21 | TM | Vivian Gonzalez     | 25 tháng 4 năm 1991 (17)  |         | Olimpia Asuncion |

### Pháp
Huấn luyện viên: Gerard Sergent
| Số | Vt | Cầu thủ           | Ngày sinh (tuổi)          | Số trận | Câu lạc bộ                |
| -- | -- | ----------------- | ------------------------- | ------- | ------------------------- |
| 1  | TM | Laëtitia Philippe | 30 tháng 4 năm 1991 (17)  |         | Montpellier               |
| 2  | HV | Floriane Hellio   | 18 tháng 5 năm 1992 (16)  |         | Stade Briochin            |
| 3  | HV | Caroline La Villa | 12 tháng 2 năm 1992 (16)  |         | Montpellier               |
| 4  | HV | Adeline Rousseau  | 24 tháng 7 năm 1991 (17)  |         | Verchers St Georges/Layon |
| 5  | HV | Anaïg Butel       | 15 tháng 2 năm 1992 (16)  |         | Juvisy                    |
| 6  | TV | Léa Rubio         | 6 tháng 5 năm 1991 (17)   |         | Monteux                   |
| 7  | TV | Ines Jaurena      | 14 tháng 5 năm 1991 (17)  |         | St Maur                   |
| 8  | TV | Charlotte Poulain | 15 tháng 5 năm 1991 (17)  |         | Évreux                    |
| 9  | TĐ | Pauline Crammer   | 14 tháng 2 năm 1991 (17)  |         | Hénin-Beaumont            |
| 10 | TĐ | Solene Barbance   | 13 tháng 8 năm 1991 (17)  |         | Rodez                     |
| 11 | TV | Marina Makanza    | 1 tháng 7 năm 1991 (17)   |         | Saint-Étienne             |
| 12 | TĐ | Marine Augis      | 12 tháng 6 năm 1991 (17)  |         | Tours                     |
| 13 | TV | Rose Lavaud       | 6 tháng 4 năm 1992 (16)   |         | Limoges Landouge          |
| 14 | HV | Kelly Gadéa       | 16 tháng 12 năm 1991 (16) |         | Saint-Étienne             |
| 15 | TV | Charlene Olivier  | 6 tháng 3 năm 1992 (16)   |         | Gravelinoise              |
| 16 | TM | Solene Chauvet    | 8 tháng 10 năm 1991 (17)  |         | La Roche/Yon              |
| 17 | TV | Kelly Perdrizet   | 6 tháng 9 năm 1991 (17)   |         | Tours                     |
| 18 | TV | Justine Dubois    | 17 tháng 2 năm 1992 (16)  |         | Gravelines                |
| 19 | TĐ | Cindy Thomas      | 8 tháng 3 năm 1992 (16)   |         | Paris SG                  |
| 20 | TV | Camille Catala    | 6 tháng 5 năm 1991 (17)   |         | Saint-Étienne             |
| 21 | TM | Laura Guilleux    | 21 tháng 5 năm 1991 (17)  |         | Le Mans                   |

## Bảng D

### Anh
Huấn luyện viên: Lois Fidler
| Số | Vt | Cầu thủ             | Ngày sinh (tuổi)          | Số trận | Câu lạc bộ              |
| -- | -- | ------------------- | ------------------------- | ------- | ----------------------- |
| 1  | TM | Lauren Davey        | 1 tháng 6 năm 1991 (17)   |         | Watford L.F.C.          |
| 2  | HV | Rachel Daly         | 6 tháng 12 năm 1991 (16)  |         | Leeds Carnegie L.F.C.   |
| 3  | HV | Naomi Chadwick      | 22 tháng 9 năm 1991 (17)  |         | Doncaster Rovers Belles |
| 4  | TV | Jessica Holbrook    | 1 tháng 8 năm 1992 (16)   |         | Everton F.C.            |
| 5  | HV | Jodie Jacobs        | 4 tháng 2 năm 1991 (17)   |         | Chelsea L.F.C.          |
| 6  | HV | Gemma Bonner        | 13 tháng 7 năm 1991 (17)  |         | Leeds Carnegie L.F.C.   |
| 7  | TV | Rebecca Jane        | 31 tháng 3 năm 1992 (16)  |         | Chelsea L.F.C.          |
| 8  | TV | Jordan Nobbs        | 8 tháng 12 năm 1992 (15)  |         | Sunderland F.C.         |
| 9  | TĐ | Danielle Carter     | 18 tháng 5 năm 1993 (15)  |         | Leyton Orient F.C.      |
| 10 | TV | Isobel Christiansen | 20 tháng 9 năm 1991 (17)  |         | Everton F.C.            |
| 11 | TV | Lucy Staniforth     | 2 tháng 10 năm 1992 (16)  |         | Sunderland F.C.         |
| 12 | HV | Lucy Bronze         | 28 tháng 10 năm 1991 (17) |         | Sunderland F.C.         |
| 13 | TM | Amy Carr            | 27 tháng 4 năm 1991 (17)  |         | Reading F.C.            |
| 14 | HV | Stephanie Marsh     | 15 tháng 10 năm 1991 (17) |         | Everton F.C.            |
| 15 | HV | Jemma Rose          | 19 tháng 1 năm 1992 (16)  |         | Plymouth Argyle L.F.C.  |
| 16 | TĐ | Lauren Bruton       | 22 tháng 11 năm 1992 (15) |         | Arsenal L.F.C.          |
| 17 | TĐ | Sarah Wiltshire     | 7 tháng 7 năm 1991 (17)   |         | Watford L.F.C.          |
| 18 | HV | Rachel Pitman       | 6 tháng 12 năm 1991 (16)  |         | Bristol Academy W.F.C.  |
| 19 | TĐ | Paige Eli           | 5 tháng 8 năm 1993 (15)   |         | West Riding F.C.        |
| 20 | TĐ | Kirsty Linnett      | 24 tháng 9 năm 1993 (15)  |         | Leicester City W.F.C.   |
| 21 | TM | Juliana Draycott    | 15 tháng 7 năm 1992 (16)  |         | Leeds Carnegie L.F.C.   |

### Brasil
Huấn luyện viên: Marcos Gaspar
| Số | Vt | Cầu thủ          | Ngày sinh (tuổi)          | Số trận | Câu lạc bộ          |
| -- | -- | ---------------- | ------------------------- | ------- | ------------------- |
| 1  | TM | Aline            | 9 tháng 1 năm 1992 (16)   |         | Mixto               |
| 2  | HV | Thatiane         | 16 tháng 5 năm 1991 (17)  |         | Avai                |
| 3  | HV | Thaynara         | 2 tháng 3 năm 1991 (17)   |         | USS/Vassouras       |
| 4  | HV | Tuani            | 19 tháng 1 năm 1991 (17)  |         |                     |
| 5  | TV | Bruna            | 7 tháng 7 năm 1992 (16)   |         | Atletico Mineiro    |
| 6  | HV | Rafaelle Souza   | 18 tháng 6 năm 1991 (17)  |         | Sao Francisco       |
| 7  | TV | Thais            | 20 tháng 1 năm 1993 (15)  |         | Juventus            |
| 8  | TĐ | Rafaela Baroni   | 31 tháng 12 năm 1992 (15) |         | Tigres do Brasil    |
| 9  | TĐ | Raquel Fernandez | 21 tháng 3 năm 1991 (17)  |         | Atletico Mineiro    |
| 10 | TV | Beatriz          | 17 tháng 12 năm 1993 (14) |         | Ferroviaria         |
| 11 | TĐ | Franciele        | 26 tháng 1 năm 1991 (17)  |         | AJA Jaguariuna      |
| 12 | TM | Eduarda          | 18 tháng 3 năm 1991 (17)  |         | Pelotas             |
| 13 | HV | Carine           | 3 tháng 1 năm 1991 (17)   |         | A.E. Kindermann     |
| 14 | HV | Fernanda         | 29 tháng 7 năm 1991 (17)  |         | Vila Fanny          |
| 15 | HV | Juliana Cardozo  | 6 tháng 9 năm 1991 (17)   |         | Saad                |
| 16 | TV | Taiana           | 4 tháng 4 năm 1991 (17)   |         | Sao Francisco       |
| 17 | TĐ | Ketlen Wiggers   | 7 tháng 1 năm 1992 (16)   |         | Santos              |
| 18 | TV | Juliana          | 22 tháng 12 năm 1991 (16) |         | Team Chicago Brasil |
| 19 | TĐ | Rafaela          | 31 tháng 1 năm 1991 (17)  |         | Vila Fanny          |
| 20 | TĐ | Ana Caroline     | 3 tháng 11 năm 1992 (15)  |         | Cepe Caxias         |
| 21 | TM | Daniele          | 21 tháng 3 năm 1993 (15)  |         | Guarani             |

### Hàn Quốc
Huấn luyện viên: Kim Yong Ho
| Số | Vt | Cầu thủ        | Ngày sinh (tuổi)         | Số trận | Câu lạc bộ                               |
| -- | -- | -------------- | ------------------------ | ------- | ---------------------------------------- |
| 1  | TM | Lee Hyo Ju     | 4 tháng 3 năm 1991 (17)  |         | Trung học Thiết kế Incheon               |
| 2  | HV | Seo Hyun Sook  | 6 tháng 1 năm 1992 (16)  |         | Trung học Công nghiệp thông tin Dongsan  |
| 3  | HV | Lee Eun Kyung  | 18 tháng 3 năm 1991 (17) |         | Trung học Công nghiệp thông tin Dongsan  |
| 4  | TV | Oh Hye Jin     | 14 tháng 3 năm 1991 (17) |         | Trung học Công nghiệp thông tin Dongsan  |
| 5  | HV | Song Ari       | 13 tháng 8 năm 1991 (17) |         | Trung học Công nghiệp thông tin Dongsan  |
| 6  | TV | Lee Young Ju   | 22 tháng 4 năm 1992 (16) |         | Trung học Công nghiệp thông tin Dongsan  |
| 7  | TV | Mok Hyun Su    | 8 tháng 2 năm 1991 (17)  |         | Trung học Hyundai                        |
| 8  | HV | Shin Mi Na     | 3 tháng 2 năm 1991 (17)  |         | Trung học Công nghiệp thông tin Dongsan  |
| 9  | TV | Lee Hyun Young | 16 tháng 2 năm 1991 (17) |         | Trung học Công nghiệp thông tin Dongsan  |
| 10 | TĐ | Ji So-Yun      | 21 tháng 2 năm 1991 (17) |         | Trung học Công nghiệp thông tin Dongsan  |
| 11 | TĐ | Park Hee Young | 21 tháng 3 năm 1991 (17) |         | Trung học Công nghiệp thông tin Dongsan  |
| 12 | TV | Jeoun Eun-ha   | 28 tháng 1 năm 1993 (15) |         | Trung học Điện tử Nữ Pohang              |
| 13 | TM | Lee Han Na     | 8 tháng 11 năm 1991 (16) |         | Trung học Công nghiệp thông tin Dongsan  |
| 14 | TV | Cho Sun Hwa    | 1 tháng 10 năm 1992 (16) |         | Trung học Công nghiệp thông tin Dongsan  |
| 15 | HV | Oh Yu Sun      | 24 tháng 7 năm 1992 (16) |         | Trung học Công nghiệp thông tin Dongsan  |
| 16 | TV | Oh Hye Mi      | 19 tháng 7 năm 1992 (16) |         | Trung học Công nghiệp thông tin Dongsan  |
| 17 | TV | Lee Mi Na      | 8 tháng 11 năm 1991 (16) |         | Trung học Điện tử Nữ Pohang              |
| 18 | TĐ | Lee Min Sun    | 29 tháng 6 năm 1991 (17) |         | Trung học Điện tử Nữ Pohang              |
| 19 | HV | Kim Jung In    | 23 tháng 3 năm 1991 (17) |         | Trung học Hyundai                        |
| 20 | HV | Koh Kyung Yeon | 10 tháng 4 năm 1991 (17) |         | Trung học Công nghiệp thông tin Hwacheon |
| 21 | TM | Jung Bo Ram    | 22 tháng 7 năm 1991 (17) |         | Trung học Janghowon                      |

### Nigeria
Huấn luyện viên: Felix Ibe Ukwu
| Số | Vt | Cầu thủ               | Ngày sinh (tuổi)          | Số trận | Câu lạc bộ     |
| -- | -- | --------------------- | ------------------------- | ------- | -------------- |
| 1  | TM | Favour Okeke          | 27 tháng 12 năm 1992 (15) |         | Pelican Stars  |
| 2  | HV | Nina Egeonu           | 22 tháng 12 năm 1992 (15) |         | Nitto FC       |
| 3  | HV | Doris Ewhubare        | 18 tháng 6 năm 1991 (17)  |         | Pelican Stars  |
| 4  | TV | Martina Ohadugha      | 5 tháng 5 năm 1991 (17)   |         | Nasara United  |
| 5  | HV | Maria Nwoko           | 3 tháng 10 năm 1991 (17)  |         | Delta Queens   |
| 6  | HV | Gloria Ofoegbu        | 3 tháng 1 năm 1992 (16)   |         | Nasara United  |
| 7  | TV | Eno Umoh              | 3 tháng 5 năm 1992 (16)   |         | Rivers Angels  |
| 8  | TĐ | Ngozi Ebere           | 5 tháng 8 năm 1991 (17)   |         | Rivers Angels  |
| 9  | TĐ | Desire Oparanozie     | 17 tháng 12 năm 1993 (14) |         | Bayelsa Queens |
| 10 | TĐ | Amarachi Okoronkwo    | 12 tháng 12 năm 1992 (15) |         | Nasara United  |
| 11 | TĐ | Amenze Aighewi        | 21 tháng 11 năm 1991 (16) |         | Ineeh Queens   |
| 12 | TM | Marbel Egwuenu        | 15 tháng 12 năm 1992 (16) |         | Delta Queens   |
| 13 | TĐ | Valentine Ibe         | 4 tháng 10 năm 1992 (15)  |         | Pelican Stars  |
| 14 | TĐ | Soo Adekwagh          | 15 tháng 7 năm 1992 (16)  |         | Nasara United  |
| 15 | HV | Helen Ukaonu          | 17 tháng 5 năm 1991 (17)  |         | Delta Queens   |
| 16 | HV | Regina Macfancy       | 24 tháng 1 năm 1991 (17)  |         | Rivers Angels  |
| 17 | TĐ | Ebere Orji            | 23 tháng 12 năm 1992 (15) |         | Bayelsa Queens |
| 18 | HV | Josephine Chukwunonye | 19 tháng 3 năm 1992 (16)  |         | Pelican Stars  |
| 19 | TV | Prudent Ugoh          | 2 tháng 2 năm 1992 (16)   |         | Rivers Angels  |
| 20 | TV | Ngozi Okobi           | 14 tháng 12 năm 1993 (14) |         | Remo Queens    |
| 21 | TM | Asebe Adamu           | 20 tháng 4 năm 1994 (14)  |         |                |